# Mageret
Mageret is een dorp in de Belgische provincie Luxemburg. Het ligt in Wardin, een deelgemeente van de stad Bastenaken.

## Geschiedenis
Magaret behoorde vroeger tot de gemeente Harzy, die in 1823 bij Wardin werd gevoegd.

## Bezienswaardigheden
- De Chapelle de Saint-Martin

## Verkeer en vervoer
Door Mageret loopt de N874 van Bastenaken naar Clervaux.
Deelgemeenten: Bastenaken · Bertogne ·Flamierge ·Longchamps · Longvilly · Noville · Villers-la-Bonne-Eau · Wardin

Overige dorpen: Al-Hez · Arloncourt · Benonchamps · Berhain · Bethomont · Bizory · Bourcy · Bras · Champs · Cobru · Compogne · Fagnoux · Fays · Flamisoul · Foy · Frenet · Gives · Givroulle · Givry · Hardigny · Harzy · Hemroulle · Horritine · Isle-la-Hesse · Isle-le-Pré · Livarchamps · Losange · Lutrebois · Lutremange · Luzery · Mande-Saint-Étienne · Mageret · Marenwez · Marvie · Michamps · Moinet · Monaville · Mont · Neffe · Oubourcy · Rachamps · Recogne · Remoifosse · Rolley · Rouette · Roumont · Salle · Savy · Senonchamps · Troismont · Tronle · Vaux · Wicourt · Wigny · Withimont

Belgische gemeenten · Arrondissement Aarlen · Luxemburg · Wallonië